# 博克斯福德 (密苏里州)
博克斯福德（英語：Boxford）是一座位于美國密蘇里州迪卡爾布縣的鬼鎮。坐落於普拉特河三岔口的東岸，大約距離克拉克斯代爾西北3英里（4.8），迪卡爾布－安德魯縣道1.5英里（2.4）。
博克斯福德境内的一座郵政局于1854年建立，直至1902年仍在運作。此社區可能以牛津命名，拼寫有誤的原因是因爲郵政拼寫時出現了錯誤，且此後從未被修正。